# Caș
Caș (pronunciat en romanăes: [kaʃ]) és un tipus de formatge fresc semitou blanc produït a Romania. Es fa quallant la llet d’ovella o de vaca amb quall i escorrent el sèrum. El formatge resultant està sense sal o lleugerament salat. Si s'emmagatzema en salmorra, el caș es converteix en telemea després de 2-3 setmanes.
El formatge caș també s'utilitza per elaborar altres tipus de formatge com el Brânză de burduf i el Cașcaval.